# Лам (округ)
Округ Лам (англ. Lamb County) расположен в США, штате Техас. Официально образован в 1876 году и назван в честь Джорджа Лэмба — младшего лейтенанта техасской армии, погибшего в битве при Сан-Хасинто. По состоянию на 2000 год, численность населения составляла 23 722 человек. Окружным центром является город Литлфилд.

## География
По данным Бюро переписи США, общая площадь округа равняется 2636 км², из которых 2632 км² суша и 4 км² или 0,15% это водоёмы.

### Соседние округа
- Бейли (запад)
- Кастро (север)
- Лаббок (юго-восток)
- Пармер (северо-запад)
- Хейл (восток)
- Хокли (юг)

## Демография
По данным переписи населения 2000 года в округе проживало 23 722 жителей, в составе 9360 хозяйств и 11 993 семей. Плотность населения была 6 человек на 1 квадратный километр. Насчитывалось 6294 жилых домов, при плотности покрытия 2 постройки на 1 квадратный километр. По расовому составу население состояло из 76,1% белых, 4,3% чёрных или афроамериканцев, 0,68% коренных американцев, 0,1% азиатов, 0,02% коренных гавайцев и других жителей Океании, 16,95% прочих рас, и 1,86% представители двух или более рас. 43,46% населения являлись испаноязычными или латиноамериканцами.
Из 9360 хозяйств 35,4% воспитывали детей возрастом до 18 лет, 59,5% супружеских пар живших вместе, в 10,2% семей женщины проживали без мужей, 25,5% не имели семей. На момент переписи 23,7% от общего количества жили самостоятельно, 12,8% лица старше 65 лет, жившие в одиночку. В среднем на каждое хозяйство приходилось 2,69 человека, среднестатистический размер семьи составлял 3,19 человека.
Показатели по возрастным категориям в округе были следующие: 29,6% жители до 18 лет, 8,1% от 18 до 24 лет, 24,2% от 25 до 44 лет, 20,8% от 45 до 64 лет, и 17,3% старше 65 лет. Средний возраст составлял 36 лет. На каждых 100 женщин приходилось 94,2 мужчин. На каждых 100 женщин в возрасте 18 лет и старше приходилось 89,9 мужчин.
Средний доход на хозяйство в округе составлял 36 898 $, на семью — 31 833 $. Среднестатистический заработок мужчины был 36 434 $ против 30 342 $ для женщины. Доход на душу населения был 30 169 $. Около 18% семей и 10,9% общего населения находились ниже черты бедности. Среди них было 27,3% тех кому ещё не исполнилось 18 лет, и 15,3% тех кому было уже больше 65 лет.

## Политическая ориентация
На президентских выборах 2008 года Джон Маккейн получил 73,9% голосов избирателей против 25,55% у демократа Барака Обамы.
В Техасской палате представителей округ Лам числится в составе 88-го района. С 1989 года интересы округа представляет республиканец Уоррен Чисам из Пампы.

## Населённые пункты

### Города, посёлки, деревни

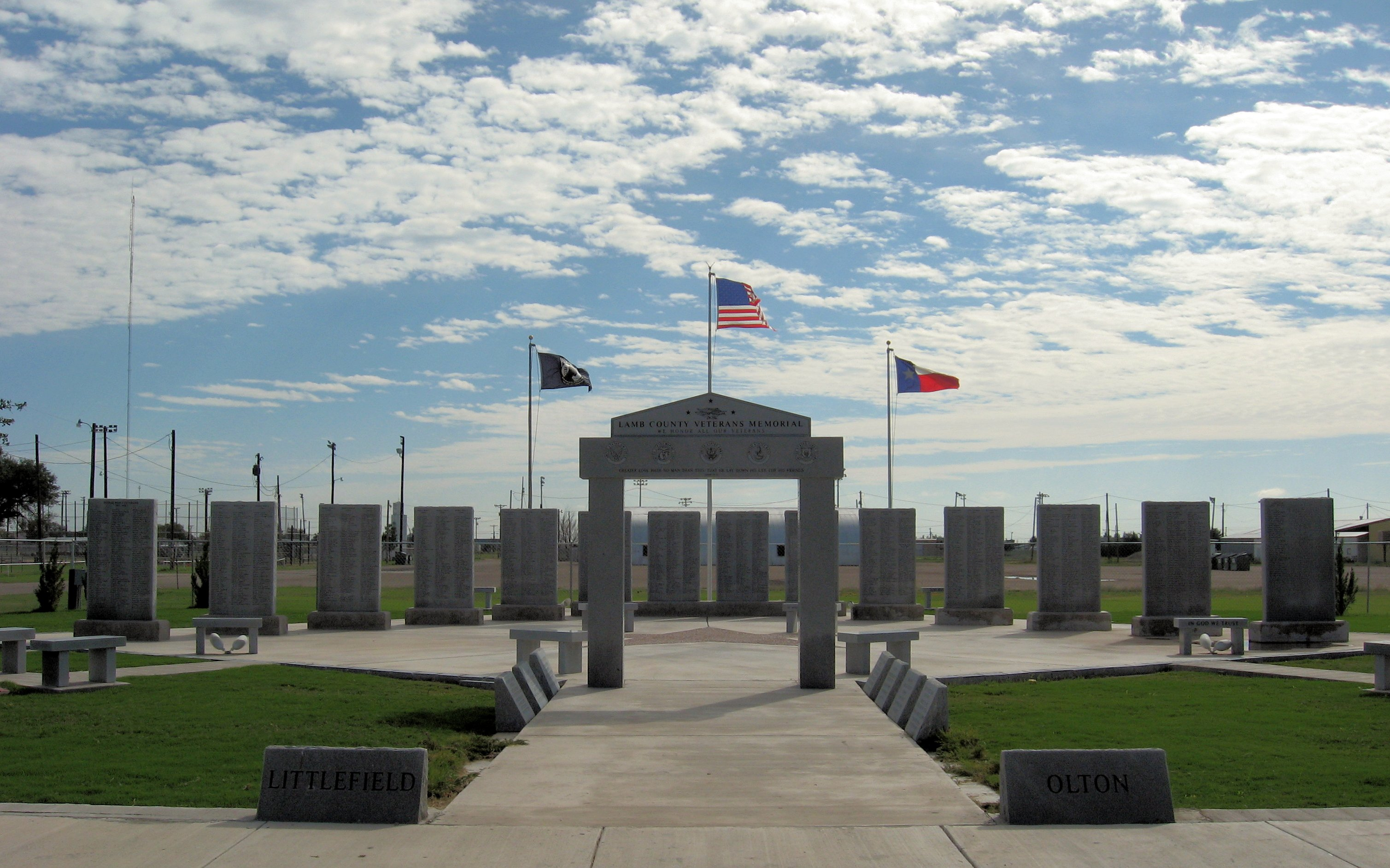
Мемориал ветеранам округа в Литлфилде.

- Амхерст
- Литлфилд
- Олтон
- Спринглейк
- Судан
- Эрт

### Определяемые переписью места
- Спэйд

### Немуниципальные территории
- Филдтон

## Образование
Образовательную систему округа составляют следующие учреждения:
- школьный округ Амхерст[4]
- школьный округ Литлфилд[5]
- школьный округ Олтон
- школьный округ Спринглейк-Эрт[6]
- школьный округ Судан[7]

- центр общеобразовательной подготовки колледжа Саут-Плэйнс[8]